# Ospeldijk
Ospeldijk, Limburgs: Ospeldiêk, informeel: d'n Diêk is een kerkdorp dat deel uitmaakt van de gemeente Nederweert in de Nederlandse provincie Limburg.

## Geschiedenis
Ospeldijk, feitelijk een lintbebouwing langs de dijk van Meijel naar Ospel, werd een kerkdorp in 1954. Ook was er een lagere school, oorspronkelijk "Heilige Geestschool" genaamd, later omgedoopt in "'t Kienhout", welke in 1952 werd gesticht en in 2012 wegens het teruglopend aantal leerlingen werd gesloten, waarna er een Thomashuis in het gebouw kwam. De kerk werd in 2007 gesloten en het jaar daarop gesloopt. De kerktoren bleef staan.

## Bezienswaardigheden
- De Heilige Geestkerk van 1958, in 2007 aan de eredienst onttrokken, en gesloopt in 2008.
- Het bezoekerscentrum De Pelen, voorheen Mijl op Zeven, van Nationaal Park De Groote Peel, met informatiepanelen, horeca en startpunt van de wandelingen door het gebied.
- Nabij het bezoekerscentrum bevindt zich een oorlogsmonument: Een roestvrij stalen driekante zuil met plaquette met opschrift: Ter nagedachtenis aan de vliegtuigbemanningen die hun dood vonden in de Peel tijdens de Tweede Wereldoorlog (1939-1945).

## Natuur en landschap
Ospeldijk ligt in een grootschalig Peelontginningsgebied, op een hoogte van ongeveer 29 meter. Direct ten noorden van Ospeldijk ligt het uitgestrekte Nationaal Park De Groote Peel, met op 1 km ten noordwesten van de dorpskern de hoofdingang van het park.
In zuidoostelijke richting vindt men de Noordervaart, die hier echter niet overgestoken kan worden. Er is daar een pompstation.

## Nabijgelegen kernen
Ospel, Meijel, Someren-Eind
|       |            | Heusden         |  | Meijel |
|       |            |                 |  |        |
|       | Heythuysen |                 |  |        |
|       |            |                 |  |        |
| Ospel |            | Nederweert-Eind |  |        |